# Katrin Vogel

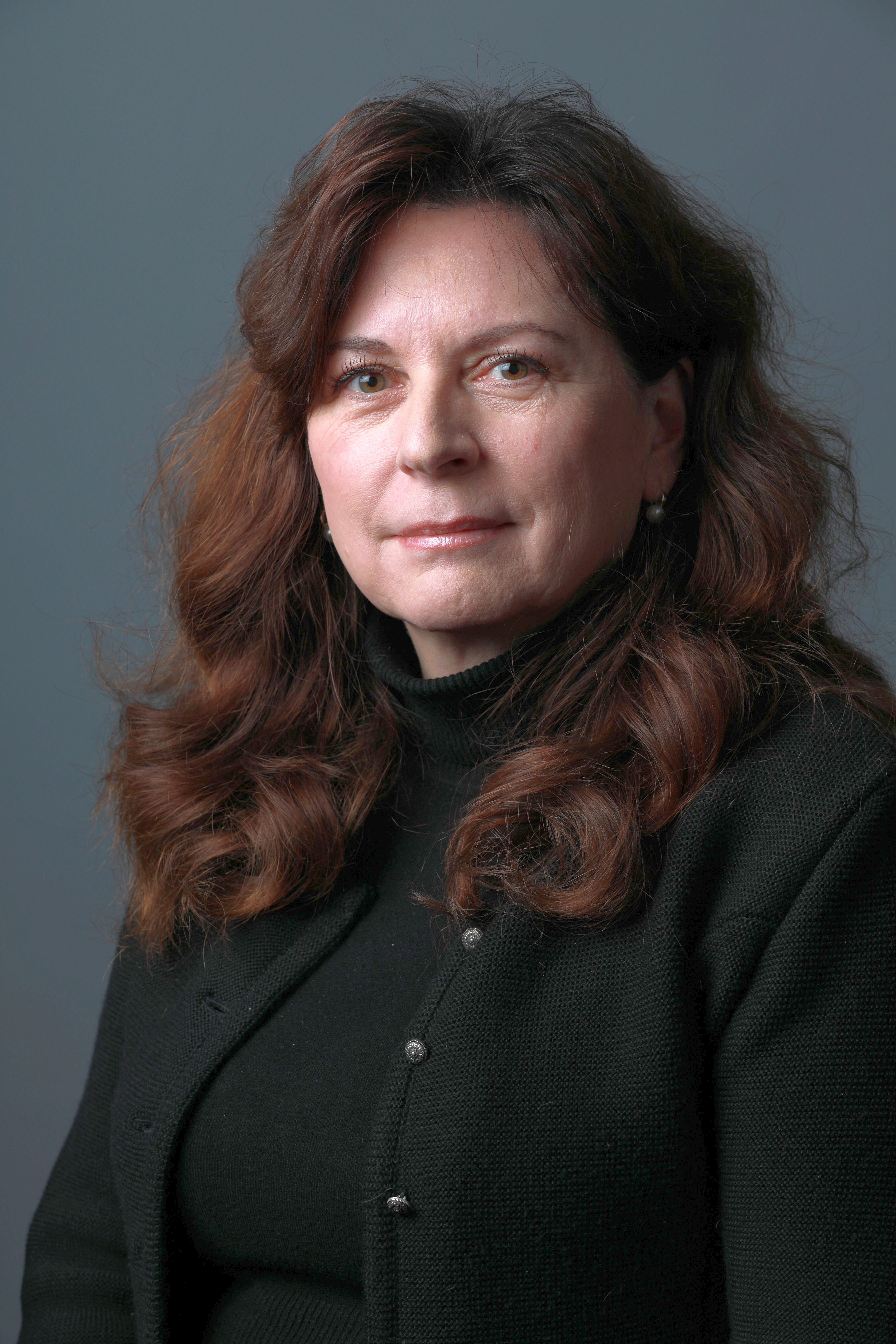
Katrin Vogel (2017)

Katrin Vogel (* 14. März 1964 in Ost-Berlin) ist eine deutsche Politikerin (CDU) und Steuerberaterin.

## Leben
Nach ihrem Abitur erlernte Katrin Vogel den Beruf der Industriekauffrau. Danach studierte sie an der TU Dresden Betriebswirtschaftslehre. 1987 bis 1990 arbeitete sie als Assistentin an der Hochschule für Ökonomie im Bereich Wirtschaftsinformatik und 1990 erfolgte die Zulassung als Steuerbevollmächtigte. Bis 1992 arbeitete sie in der Steuerabteilung der Price Waterhouse GmbH. Als Steuerbevollmächtigte und Büroleiterin war sie bis 1993 bei einem Steuerberater tätig. Seit 1993 ist Katrin Vogel selbständig tätig, erst als Steuerbevollmächtigte und ab 1994, nach erfolgter Zulassung, als Steuerberaterin.
Katrin Vogel engagierte sich neben ihrer beruflichen Tätigkeit zuerst in der Bürgerinitiative Altglienicke und konnte so dazu beitragen, dass es keine Starkstromleitung der Deutschen Bahn durch Altglienicker Wohngebiet gibt, sondern Erdverkabelung. Wenig später engagierte sich Katrin Vogel dann politisch und wurde 2003 Mitglied der Partei CDU. Am 18. September 2011 gelang Katrin Vogel bei der Wahl zum Abgeordnetenhaus von Berlin 2011 der Einzug als Abgeordnete in das Abgeordnetenhaus von Berlin. Im Abgeordnetenhaus war Katrin Vogel von 2011 bis 2016 frauenpolitische Sprecherin der CDU-Fraktion, seit 2016 ist sie Sprecherin für Tierschutz und für Gleichstellung. Sie ist Unterstützerin der Berliner Erklärung. Seit 2015 ist sie Landesschatzmeisterin des Unionhilfswerk.
Aufsehen erregte im November 2011 ein von ihr veröffentlichter Artikel, in dem sie der Piratenpartei vorwarf, in ihrem Wahlprogramm den freien Zugang zu Kinderpornographie zu fordern. Nach massivem Protest in verschiedenen sozialen Netzwerken relativierte sie diese Aussage und veröffentlichte eine Klarstellung auf ihrer Internetseite.
2016 geriet Vogel durch ihre Aktivitäten gegen Flüchtlinge und fehlende Abgrenzung zur NPD in die Schlagzeilen.
Katrin Vogel ist verheiratet und hat zwei Kinder.